# Berndt Seite

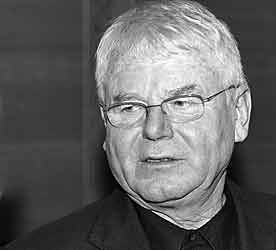
Berndt Seite (2009)

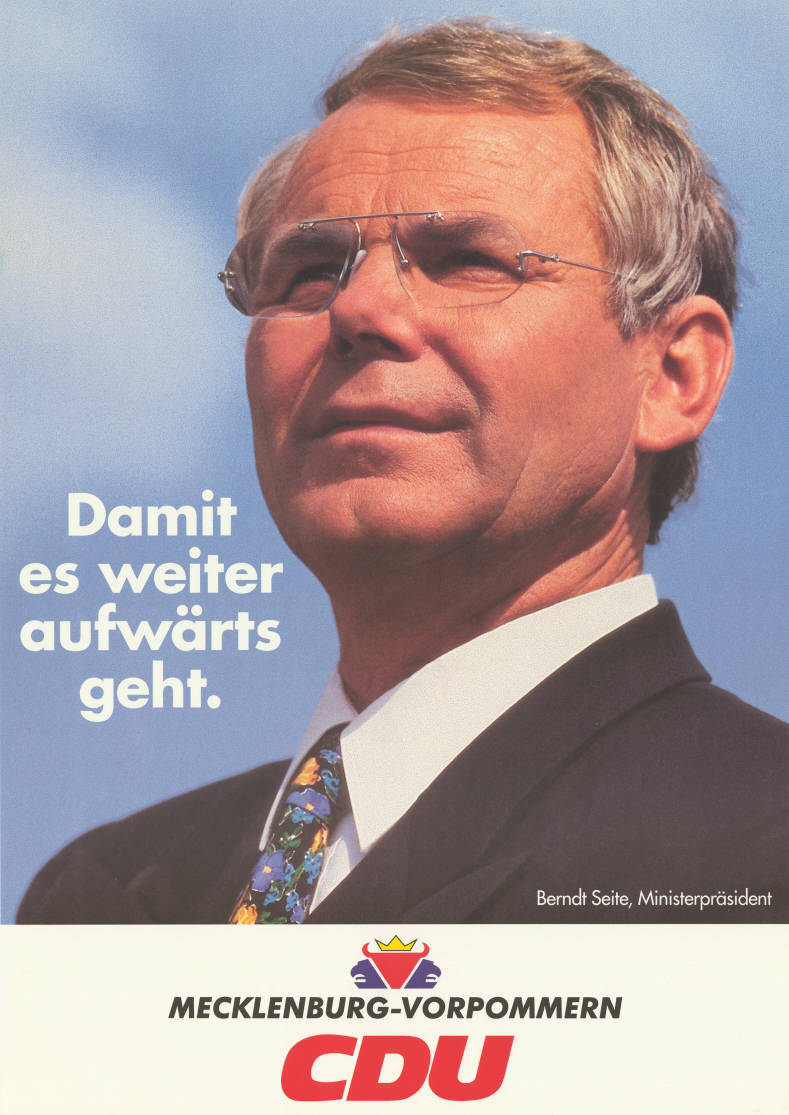
Berndt Seite auf einem Plakat zur Landtagswahl 1994

Berndt Seite (* 22. April 1940 in Hahnswalde, Landkreis Trebnitz) ist ein deutscher Tierarzt und Politiker (CDU). Er war von 1992 bis 1998 Ministerpräsident des Landes Mecklenburg-Vorpommern.

## Leben
Berndt Seite wurde in Hahnswalde bei Trebnitz in Niederschlesien geboren. Bei Kriegsende floh er mit der Familie an die Elbe, wo sein Vater in der Folgezeit als Landwirt arbeitete. Er besuchte von 1946 bis 1952 die Grundschule in Ihleburg und danach die Landesschule Pforta in Schulpforte, an der er 1958 das Abitur ablegte. Im Anschluss nahm er ein Studium der Veterinärmedizin an der Humboldt-Universität zu Berlin auf, das er im November 1963 abschloss.
Seine ersten berufliche Erfahrungen sammelte er als Pflichtassistent in einer Tierarztpraxis und an einem Schlachthof. Aufgrund des Tierärztemangels in der DDR wurde er vom Wehrdienst freigestellt, so dass er 1964 eine Tätigkeit als praktischer Tierarzt in Walow aufnahm, die er bis 1990 ausübte. Mit der Dissertation Betrachtungen zur Klauenpflege in den Kreisen Röbel und Neustrelitz sowie kritische Auswertung, die er 1973 gemeinsam mit seiner Frau an der Fakultät für Biowissenschaften der Berliner Universität vorlegte, wurde er zum Dr. med. vet. promoviert. Von 1975 bis 1993 war er Synodaler der Evangelisch-Lutherischen Landeskirche Mecklenburgs. Während der friedlichen Revolution 1989 gründete er das Neue Forum in Röbel/Müritz mit und wurde dessen Sprecher. Mit Gleichgesinnten gründete er im Dezember 1989 den Verband der Tierärzte in der DDR (VdT), dessen Vorsitz er von 1989 bis 1990 übernahm. Bei den Kommunalwahlen 1990 wurde er der erste freigewählte Landrat des Kreises Röbel/Müritz. Von 1991 bis März 1992 war er Generalsekretär der CDU von Mecklenburg-Vorpommern. Anschließend wurde er zum Ministerpräsidenten des Bundeslandes gewählt. Das Amt übte er bis zum Herbst 1998 aus. Von 1994 bis 2002 war er Mitglied des Landtages von Mecklenburg-Vorpommern.
Seite betätigt sich seit seinem Rückzug aus der Landespolitik als Schriftsteller. 
Berndt Seite ist seit 1964 mit der Tierärztin Annemarie Seite, geb. Brandt, verheiratet und hat zwei erwachsene Kinder. Seine Frau war von 1992 bis 1994 Landtagsabgeordnete in Mecklenburg-Vorpommern.

## Politik
Seite wandte sich 1989 der Kommunalpolitik zu und war Sprecher des Neuen Forums im Landkreis Röbel. Im darauf folgenden Jahr verließ er das Neue Forum und trat im Februar 1990 in die CDU ein. Von Juni 1990 bis Dezember 1991 war er Landrat im Landkreis Röbel, von Oktober 1991 bis März 1992 Generalsekretär des Landesverbandes der CDU Mecklenburg-Vorpommern.
Nach dem von der CDU-Landtagsfraktion per Misstrauensvotum erzwungenen Rücktritt von Alfred Gomolka als Ministerpräsident wurde Seite am 19. März 1992 zu dessen Nachfolger gewählt und führte die schwarz-gelbe Koalition (Kabinett Seite I) fort. Gleichzeitig übernahm er Gomolkas Amt als Bundesratspräsident, welches er turnusgemäß bis zum 31. Oktober 1992 ausübte.
Im ersten Jahr seiner Amtszeit kam es zu den Ausschreitungen in Rostock-Lichtenhagen. Seiner Regierung wird seitdem häufig attestiert, diesen Pogrom zumindest in Kauf genommen zu haben. Als deren Konsequenz forderte Seite eine Ergänzung des Asylrechts, wie sie damals bereits von Bundespolitikern der CDU gefordert und ein Jahr später per Grundgesetzänderung vollzogen wurde. Damit sollte der Zustrom von Asylbewerbern drastisch reduziert werden.
Bei der Landtagswahl 1994, welche parallel zur Bundestagswahl stattfand, konnte die CDU ihre Position behaupten (37,7 %, −0,5 Prozentpunkte), während die SPD leicht zulegte (29,5 %, + 2,5 Prozentpunkte). Seite selbst gewann ein Direktmandat im Wahlkreis 20 (Müritz I). Da nach dem Ausscheiden der FDP (3,8 %) ansonsten nur noch die PDS im Landtag vertreten war, wurde eine Große Koalition (Kabinett Seite II) gebildet, der Seite als Ministerpräsident vorstand.
Bei der Landtagswahl 1998, welche wiederum parallel zur Bundestagswahl stattfand, erlitt die CDU herbe Verluste (30,2 %, −7,5 Prozentpunkte), während die SPD unter Harald Ringstorff stärkste Kraft wurde (34,3 %). Noch in der Wahlnacht erklärte Seite, der über die Landesliste der CDU Mecklenburg-Vorpommern erneut den Einzug ins Parlament erreicht hatte, seinen Rückzug vom Amt des Ministerpräsidenten. Am 3. November 1998 wurde Ringstorff zu seinem Nachfolger gewählt; zusammen mit der PDS bildete er die erste rot-rote Koalition bundesweit. Bis zum Ende der Legislaturperiode 2002 verblieb Seite, dem Bundespräsident Herzog am 22. Juni 1999 das Große Verdienstkreuz mit Stern verlieh, Abgeordneter im Landtag.

## Schriften
- neues vom mond 24, Bertuch, Weimar 2024, ISBN 978-3-86397-197-7
- von hier aus. Bertuch, Weimar 2023, ISBN 978-3-86397-183-0
- Augentrost. Bertuch, Weimar 2022, ISBN 978-3-86397-169-4
- Der Wagen. Bertuch, Weimar 2021, ISBN 978-3-86397-157-1
- Sommerschnee. Bertuch, Weimar 2020, ISBN 978-3-86397-134-2
- Der Traum des Mauerseglers. Bertuch, Weimar 2019, ISBN 978-3-86397-114-4.
- Als der Wind zu Besuch kam. Lyrik von 1997 bis 2017. Bertuch, Weimar 2018, ISBN 978-3-86397-098-7.
- Von Evchensruh nach Adams Hoffnung. Bertuch, Weimar 2017, ISBN 978-3-86397-089-5.
- Im Lerchenwald. Bertuch, Weimar 2016, ISBN 978-3-86397-067-3.
- mit Annemarie Seite und Sibylle Seite: Gefangen im Netz der Dunkelmänner. Ein Gespräch von Berndt, Annemarie und Sibylle Seite mit dem fiktiven Gesprächspartner Klaus Feld über die Akten, die das MfS über die Familie Seite angelegt hatte. Bertuch, Weimar 2015, ISBN 978-3-86397-052-9.
- N wie Ninive. Bertuch, Weimar 2014, ISBN 978-3-86397-041-3.
- Die Rampe oder An der Lethe wachsen keine Bäume. Theater der Zeit, Berlin 2013, ISBN 978-3-943881-45-5.
- Strandgut. Ein Inseltagebuch. Bertuch, Weimar 2013, ISBN 978-3-86397-021-5.
- hypomnemata. Notizen am Ende eines Tages. Books on Demand GmbH, Norderstedt 2011, ISBN 978-3-8448-8206-3.
- Schneeengel frieren nicht. Eine Biographie. Theater der Zeit, Berlin 2009, ISBN 978-3-940737-59-5 (Autobiographie).
- strandgut. Inseltagebuch. Selbstverlag 2008.
- neues vom mond. Gedichte. Selbstverlag 2007.
- miszellen. Selbstverlag 2006.
- nimmt die windbraut doch den schleier. Gedichte. Selbstverlag 2005.
- Weißer Rauch. Erzählung. Konrad-Adenauer-Stiftung e. V., Sankt Augustin 2004, ISBN 3-937731-30-X.